# Смоленский, Владимир Алексеевич
Влади́мир Влади́мирович Смоле́нский (24 июля 1901, Станица Луганская — 8 ноября 1961, Париж) — русский поэт «первой волны» эмиграции.

## Биография
Родился и вырос в отцовском имении на Дону. Его отец, полковник, потомственный донской казак, служил в жандармском полицейском управлении и был расстрелян большевиками в 1920 году.
С 1919 воевал в Добровольческой армии, с которой и эвакуировался из Крыма в 1920 году.
Жил в Тунисе, потом во Франции, где два года работал на металлургических и автомобильных заводах. Получив стипендию, окончил гимназию и поступил в Высшую коммерческую академию. После окончания работал бухгалтером.
В 1947 году вместе с Ю. П. Одарченко и А. Е. Шайкевичем редактировал литературный альманах «Орион».
Входил в ряд литературных объединений (Союз молодых поэтов и писателей, «Перекрёсток» и др.) Считался одним из лучших чтецов русского Парижа. Выпустил три небольших сборника стихов: «Закат» (1931), «Наедине» (1938), «Собрание стихотворений» (1957).
Посмертно вышел сборник «Стихи» (1963).
Творчество Смоленского высоко ценил В. Ходасевич, которого Смоленский называл первым среди своих учителей. «Тончайшие, исполненные подлинного чувства, умно-сдержанные стихи В. Смоленского», — писал Ходасевич. «Владимир Смоленский писал ясную, неусложненную поэзию, иногда сильную», — отмечал Роман Гуль.
В языковом отношении стихи Смоленского проникнуты чувством звучащего слова (его чтение стихов любили в Париже), многообразием техники повтора и ясностью. Смоленский искал новых словосочетаний (не неологизмов), чтобы, обращаясь к лучшим душевным силам человека, привести их в движение.
Умер от рака.

## Сочинения

### Стихи
- Закат, Paris, 1931
- Наедине, Paris, 1938
- Собрание стихотворений, Paris, 1957
- Стихи, Paris, 1963

В России представлен изданием:
- Смоленский В. А. «О гибели страны единственной…»: Стихи и проза. — М.: Русский путь, 2001. — 288 с. Сост. В. Леонидова. ISBN 5-85887-117-8. Более полное переиздание под тем же названием вышло в том же издательстве в 2002 году.

### Проза
- Мистика А. Блока. Статья // «Возрождение», Paris, № 37-38, 1955
- Мысли о Ходасевиче. Статья // «Возрождение», № 41, 1955
- Воспоминания // «Возрождение», № 98, 1960